# Школяр (стадіон)
Стадіон «Школяр» — футбольний стадіон у Львові, розташований в межах лісопарку «Погулянка» під схилом Личаківського цвинтаря. Відкритий 6 вересня 1924 року, вміщує 300 глядачів. До Другої світової на ньому виступав футбольний клуб «Лехія» Львів.
Стадіон складається із трьох футбольних полів — основного та двох тренувальних. Основне поле має трав'яний настил, оточене трав'яними доріжками, з південного боку влаштовані глядацькі трибуни. У західній частині стадіону розташована адміністративна споруда.

## Історія
Офіційно стадіон належав 40-му стрілецькому піхотному полку і спортивному клубу «Лехія». Цей клуб, заснований на межі 1904-05 років, прийнято вважати першим футбольним клубом в історії польського футболу. До будівництва власного стадіону «Лехія» користувався стадіоном «Сокіл» (тепер «Скіф») на верхньому Личакові, поруч із Личаківським цвинтарем.
1924 року керівництво клубу домовилося із проводом 40-го стрілецького піхотного полку та отримало у своє розпорядження невеликий ігровий майданчик, який солдати разом із членами клубу перебудували на новий стадіон. У день відкриття споруди 6 вересня 1924 року відбулися легкоатлетичні та футбольні змагання між військовими та вихованцями клубу «Лехія». Взимку на стадіоні влаштовувалася хокейна ковзанка, а легкоатлетичні доріжки пристосовувались для ковзанярських перегонів. Хокейний клуб «Лехії» 1935 року здобув друге місце в Чемпіонаті Польщі.
В кінці 1920-их місто віддало «Лехії» територію в районі Богданівки, але в підсумку це рішення було змінено і землю отримав Робітничий Клуб Спортовий, що вибудував там свій об'єкт (тепер це стадіон «Сільмаш»), а «Лехія» залишилася на своєму полі. Пізніше «Лехія» отримала територію при вулиці Стрийській, але роботу над будівництвом стадіону перервала Друга світова війна.
На межі 1980-х і 1990-х років стадіон «Школяр» зазнав реконструкції. Було перекладено дренаж основного футбольного поля, вище нього облаштували ще одне ґрунтове поле, спорудили глядацькі трибуни, встановили світлові вежі, влаштували адміністративний корпус. Значний внесок у реконструкцію зробив знаний футболіст «Карпат» Ігор Кульчицький, який на той час очолював СДЮШОР.
Сьогодні стадіон «Школяр» належить СДЮШОР Міністерства освіти і науки, молоді та спорту України. Серед вихованців школи футболісти Едвард Козинкевич, Григорій Батич, Євген Дулик.